# Santiago Cañizares
José Santiago Cañizares Ruiz (Ciudad Real, 1969. december 18.) spanyol labdarúgó. Pályafutását a Real Madridban kezdte, 1989-ben már a „B” csapatban játszott.

## Pályafutása
A barcelonai olimpián a korosztályos gárdával már 1992-ben aranyérmet nyert. Ezt követően a Mérida és a Celta Vigo csapataiban kapott szerepet, utóbbiban remek teljesítménye miatt 1994-ben rögtön visszahívta a Madrid. Időközben a spanyol válogatott éppen a Dánia elleni pótselejtezőre készült. A valamivel idősebb első számú portás, Zubizarreta váratlanul megsérült, helyére éppen Santi ugrott be, hősként hárítva a dán rohamokat, így végül 1–0-s győzelemmel az ibérek jutottak ki a kontinenstornára. Ez azonban nem jelentette, hogy egy személyben vele képzeli el a jövőt a klubvezetés is, így a csereként UEFA-bajnokok ligája-győztes  1998-ban Valenciába igazolt. A spanyol válogatottban 1998 és 2002 között stabil kezdőkapus, aztán egy leejtett arcszeszes üveg nemcsak lábát, de további lehetőségét is elvágta annak, hogy szerepet kapjon egyáltalán világbajnokságon. Az első nagy csapás.
A klubokban sem vártak rá zökkenőmentes évek. Első valenciai szezonjában viszont máris Király-kupát nyert a remek játékerővel rendelkező csapat, a kapuban az egyenletes teljesítményt nyújtó „Canete”-vel. A Bajnokok Ligájában menetelésbe kezdtek a denevérek, még a jelentős európai nagycsapatok sem mehettek biztosra ellenük, különösen a Mestallában nem. „A Sárkány” remekelt - amikor épp nem sérülés döntötte le – és mérkőzéseket hozott le csapatának.
Az 1999–2000-es BL-szezon legnagyobb meglepetése volt, hogy döntőig jutott a csapat, előbb a Lazio, majd a Barcelona testén is átgázolt, hogy aztán épp az ezredforduló legerősebb csapata, a Real Madrid ellen vérezzen el a párizsi fináléban. A belga-holland közös rendezésű Európa-bajnokság következett 2000 nyarán, melynek csoportmérkőzésein hősünk végig védett, majd a negyeddöntőig jutott az armadával. Ismét nem sikerült a bravúr az ibéreknek. A döntőbeli vereséget követően sem adta fel aztán Hector Raúl Cuper Valenciája, ismét döntőbe jutott, amit már balszerencse – és Oliver Kahn bravúrjai – miatt esélyesként is elbukott. Emlékezetes volt Santi kifakadása a büntetőpárbaj után, akit Oliver Kahn próbált vigasztalni.
A padlóról felállva 2002-ben mégiscsak bajnok tudott lenni a La Liga „oranje” egylete, amit 2004-ben megismételt, majd a második európai sorozatban egy UEFA kupa-győzelemmel is megfejelt. A Valencia egyese a fizika törvényeire fittyet hányva brillírozott és a klub ikonjává vált az évek során. Ugyanekkor Rafa Benítez remek évek után a Liverpoolhoz került.
Quique Sánchez Flores vezetőedzővel azóta is csaknem minden Bajnokok Ligája-kiírásban szerepelt a csapat, emellett eredményes volt a La Ligában. Egy sajnálatos döntés értelmében azonban a Bajnokok Ligája-csoportból való kiesést követően új vezetőedző, a játékosok körében kevésbé közkedvelt Ronald Koeman került a csapat élére. Egyedül az idei Király-kupa győzelem javít a gyászos szereplésen, amit vele a csapat október óta elért.

## Napjainkban
A klubelnök és Ronald Koeman edző döntése alapján „lapátra került” három valenciai labdarúgó egyike sem szerepelt az együttesben november óta, még az ünneplés alatt sem mehettek oda társaikhoz. A vezetőség nemrégiben történt cseréjével azonban újra szerepet kaphat Albelda, Angulo és a Canizares. Igaz, dicső cél helyett a kiesés elkerülése a feladat. Karrierje méltó zárásaként pedig a „legenda” is visszatérhet mellőzött szerepköréből. Rajongói számára plusz izgalmakat hozhat a tény, hogy mostanság újra a kezdőben számít rá az új tréner, Salvador González Marco „Voro”. A 38 éves hálóőr ugyanis bejelentette: eszébe sincs befejezni pályafutását, és kondícióját is remeknek érzi.
2018 márciusában elhunyt Cañizares ötéves kisfia, aki rákos megbetegedéssel küzdött.

## Sikerei díjai

### Real Madrid
- La Liga: 1994–95, 1996–97
- Spanyol szuperkupa: 1997
- Bajnokok Ligája: 1997–98

### Valencia
- La Liga: 2001–02, 2003–04
- Spanyol kupa: 1998–99
- Spanyol szuperkupa: 1999
- döntős: 2002, 2004
- UEFA-kupa: 2003–04
- UEFA-szuperkupa: 2004
- Intertotó-kupa: 1998
- Bajnokok Ligája – döntős: 1999–00, 2000–01

### Spanyolország U16
- U17-es Európa-bajnokság: 1986

### Spanyolország U23
- 1992. évi nyári olimpiai játékok: 1992

### Egyéni
- Zamora-díj: 1992–93 (megosztott), 2000–01, 2001–02, 2003–04
- UEFA – Az év csapata: 2001[2]

## Statisztika

### Klubcsapatokban
| Klub           | Szezon         | League          | League | Nemzetikupa     | Nemzetikupa | Európai         | Európai | Egyéb           | Egyéb | Összesen        | Összesen |
| Klub           | Szezon         | Pályára lépések | Gólok  | Pályára lépések | Gólok       | Pályára lépések | Gólok   | Pályára lépések | Gólok | Pályára lépések | Gólok    |
| -------------- | -------------- | --------------- | ------ | --------------- | ----------- | --------------- | ------- | --------------- | ----- | --------------- | -------- |
| Real Madrid    | 1988–89        | 0               | 0      | 0               | 0           | 0               | 0       | —               | —     | 0               | 0        |
| összesen       | 0              | 0               | 0      | 0               | 0           | 0               | 0       | 0               | 0     | 0               | 0        |
| Castilla       | 1989–90        | 35              | 0      | —               | —           | —               | —       | —               | —     | 35              | 0        |
| Castilla       | Összesen       | 35              | 0      | 0               | 0           | 0               | 0       | 0               | 0     | 35              | 0        |
| Elche          | 1990–91        | 7               | 0      | 0               | 0           | —               | —       | —               | —     | 7               | 0        |
| Elche          | Összesen       | 7               | 0      | 0               | 0           | 0               | 0       | 0               | 0     | 7               | 0        |
| Mérida         | 1991–92        | 38              | 0      | 0               | 0           | —               | —       | —               | —     | 38              | 0        |
| Mérida         | Összesen       | 38              | 0      | 0               | 0           | 0               | 0       | 0               | 0     | 38              | 0        |
| Celta          | 1992–93        | 36              | 0      | 0               | 0           | —               | —       | —               | —     | 36              | 0        |
| Celta          | 1993–94        | 38              | 0      | 7               | 0           | —               | —       | —               | —     | 45              | 0        |
| Celta          | Összesen       | 74              | 0      | 7               | 0           | 0               | 0       | 0               | 0     | 81              | 0        |
| Real Madrid    | 1994–95        | 1               | 0      | 0               | 0           | 2               | 0       | —               | —     | 3               | 0        |
| Real Madrid    | 1995–96        | 12              | 0      | 1               | 0           | 1               | 0       | 1               | 0     | 15              | 0        |
| Real Madrid    | 1996–97        | 2               | 0      | 0               | 0           | —               | —       | —               | —     | 2               | 0        |
| Real Madrid    | 1997–98        | 26              | 0      | 0               | 0           | 6               | 0       | 2               | 0     | 34              | 0        |
| Real Madrid    | Összesen       | 41              | 0      | 1               | 0           | 9               | 0       | 3               | 0     | 54              | 0        |
| Valencia       | 1998–99        | 38              | 0      | 6               | 0           | 10              | 0       | —               | —     | 54              | 0        |
| Valencia       | 1999–2000      | 23              | 0      | 2               | 0           | 13              | 0       | 2               | 0     | 40              | 0        |
| Valencia       | 2000–01        | 37              | 0      | 0               | 0           | 18              | 0       | —               | —     | 55              | 0        |
| Valencia       | 2001–02        | 32              | 0      | 1               | 0           | 8               | 0       | —               | —     | 41              | 0        |
| Valencia       | 2002–03        | 31              | 0      | 0               | 0           | 13              | 0       | 2               | 0     | 46              | 0        |
| Valencia       | 2003–04        | 37              | 0      | 0               | 0           | 7               | 0       | —               | —     | 44              | 0        |
| Valencia       | 2004–05        | 29              | 0      | 0               | 0           | 7               | 0       | 2               | 0     | 38              | 0        |
| Valencia       | 2005–06        | 36              | 0      | 0               | 0           | 5               | 0       | —               | —     | 41              | 0        |
| Valencia       | 2006–07        | 32              | 0      | 1               | 0           | 11              | 0       | —               | —     | 44              | 0        |
| Valencia       | 2007–08        | 10              | 0      | 0               | 0           | 5               | 0       | —               | —     | 15              | 0        |
| Valencia       | Összesen       | 305             | 0      | 10              | 0           | 97              | 0       | 6               | 0     | 418             | 0        |
| Teljes karrier | Teljes karrier | 500             | 0      | 18              | 0           | 106             | 0       | 9               | 0     | 633             | 0        |

1. ↑  Magában foglalja a Spanyol szuperkupán való pályára lépéseit.

### A válogatottban
| Spanyolország | Spanyolország   | Spanyolország |
| Év            | Pályára lépései | Góljai        |
| ------------- | --------------- | ------------- |
| 1993          | 1               | 0             |
| 1994          | 5               | 0             |
| 1995          | 2               | 0             |
| 1996          | 1               | 0             |
| 1997          | 0               | 0             |
| 1998          | 5               | 0             |
| 1999          | 7               | 0             |
| 2000          | 5               | 0             |
| 2001          | 6               | 0             |
| 2002          | 4               | 0             |
| 2003          | 3               | 0             |
| 2004          | 5               | 0             |
| 2005          | 0               | 0             |
| 2006          | 2               | 0             |
| összesen      | 46              | 0             |